# Ophiocoma aethiops
Ophiocoma aethiops är en ormstjärneart som beskrevs av Christian Frederik Lütken 1859. Ophiocoma aethiops ingår i släktet Ophiocoma och familjen Ophiocomidae. Inga underarter finns listade i Catalogue of Life.